# 春の踊り -美しき日本-
『春の踊り』 -美しき日本-（はるのおどり うつくしきにほん）は宝塚歌劇団の舞台作品。花組公演。
1956年4月1日から4月29日まで宝塚大劇場で公演された。東京では未公演。
形式名は「グランド・レビュー」。28場。
併演作品は『聯隊の娘』。

## 解説
※『宝塚劇場100年史（舞台編）』の宝塚大劇場公演のデータを参照
新温泉及び外園一体で開催された"観光日本博"に協賛した公演。東北地方から九州地方まで日本各地を探索し、民族舞踊を当時の新しい形にアレンジして集成した作品。初舞台生も含めた150人の出演者が、歌い踊った。

## スタッフ
- 作・演出：白井鐡造[1]
- 音楽[2]：河崎一朗、十時一夫、織田始、高橋廉、河崎恒夫
- 振付[2]：渡辺武雄、錢谷信昭、康本晋史、玉田祐三、天城月江
- 装置[2]：黒田利邦、石浜日出雄、近藤幸一
- 衣装[2]：平尾文男、中川菊枝
- 照明：高田東作[2]
- 小道具：生島道三[2]
- 効果：松岡知一[2]
- 鳴物：望月多津次郎[2]
- 演出助手[2]：横澤英雄、菅沼潤、道広秀二